# 柳田和己
柳田 和己 （やなぎた かずみ、1950年3月30日 - ）は、日本の政治家。民主党所属の元衆議院議員（1期）。

## 来歴
茨城県猿島郡総和町西牛谷（現：古河市）生まれ。茨城県立古河第一高等学校、日本大学経済学部卒業。大学卒業後は富士銀行（現：みずほフィナンシャルグループ）に入行。28年間にわたり勤務し、白山支店長や本店融資部渉外部長等を務めた。退職後、不動産会社を経営。
2009年の第45回衆議院議員総選挙に民主党公認で茨城7区から出馬。選挙区では無所属で元建設大臣の中村喜四郎に惜敗したが、重複立候補していた比例北関東ブロックで復活し、初当選した。
2010年9月29日、中国建国記念レセプションに出席した。
2012年の消費増税をめぐる政局では、6月26日の衆議院本会議で行われた消費増税法案の採決で、党の賛成方針に反して棄権した。民主党は7月3日の常任幹事会で厳重注意処分とする方針を決定し、7月9日の常任幹事会で正式決定した。
同年12月16日の第46回衆議院議員総選挙に民主党の公認を受けて、茨城7区から立候補した。中村の牙城とも言える地盤の中で、自民党前職の永岡桂子、日本維新の会公認の筒井洋介らを相手に当選を目指したが18,000票余りしか獲得することができず落選。得票率は9.9%と供託金返還点まで30票ほど届かず、供託金没収となった。